# Чуракаево (Татарстан)
Чурака́ево (тат. Чуракай) — село в Актанышском районе Республики Татарстан, административный центр Чуракаевского сельского поселения.

## История
Село было основано в XVIII веке башкирами-вотчинниками Булярской волости. По данным ревизий, известны потомки эпонима села — семья указного азанчия Идриса Чюракаева.
В XVIII—XIX веках жители относились к сословиям башкир-вотчинников (Булярской тюбы Булярской волости) и тептярей. 
В 1795 году проживали 98 башкир; в 1848 году — 236 башкир; в 1870 году — 423 башкира; в 1912 году — 1 093 башкира-вотчинника. Согласно метрической книге ОМДС за 1894 год, в деревне Чуракаево также проживали тептяри.
«Сведения 1870 года» отмечают в Чуракай 2 водяные мельницы, мечеть и училище.

## Население
| 1795 | 1834  | 1859  | 1870  | 1884  | 1897  | 1906  | 1920  | 1926   | 1938  | 1949  | 1958  | 1979                      | 1989 | 2002  | 2010  | 2015  |
| ---- | ----- | ----- | ----- | ----- | ----- | ----- | ----- | ------ | ----- | ----- | ----- | ------------------------- | ---- | ----- | ----- | ----- |
| 98   | 185 ↗ | 386 ↗ | 423 ↗ | 701 ↗ | 713 ↗ | 911 ↗ | 940 ↗ | 1032 ↗ | 852 ↘ | 602 ↘ | 574 ↘ | 995(вместе с с. Джилан) → | 564↘ | 502 ↘ | 452 ↘ | 410 ↘ |

Национальный состав
Согласно результатам переписи 2002 года, в национальной структуре населения села татары составляли 99%.